# Thurston-Insel

Die Westspitze der Thurston-Insel (Cape Flying Fish) markiert den westlichsten Punkt der Bellingshausensee

Die Thurston-Insel (engl. Thurston Island) ist eine im Südpolarmeer gelegene, eisbedeckte, zerklüftete und vergletscherte Insel vor der Eights-Küste im westantarktischen Ellsworthland.
Die unbewohnte Insel erstreckt sich über 215 Kilometer von Osten nach Westen. Sie wird in dieser Richtung von den Walker Mountains durchzogen und ist bis zu 90 Kilometer breit. Die Fläche beträgt 15.700 Quadratkilometer und die maximale Höhe 750 Meter. Die Insel liegt am Westrand der Bellingshausensee. Westlich der Insel beginnt die Amundsensee. Sie ist nach der Alexander-I.-Insel die zweitgrößte Insel der Antarktis (die ebenfalls größere Berkner-Insel ist keine Insel, sondern eine Eiskuppel). Im Norden der Thurston-Insel befindet sich der Warr-Gletscher.
Die Thurston-Insel wurde am 27. Februar 1940 aus einem Flugzeug von Richard E. Byrd bei einer Antarktisexpedition entdeckt und von ihm nach W. Harris Thurston, einem New Yorker Textilfabrikanten und Förderer antarktischer Expeditionen, benannt.
Anfangs hielt man Thurston Island für eine Halbinsel, was erst 1960 bei einer anderen Expedition korrigiert wurde. Dabei ergab sich, dass die Thurston-Insel durch den westlichen Teil des Abbot-Schelfeises, den Peacock-Sund, doch vollständig vom Festland getrennt ist, genauer von der Eights-Küste im Ellsworthland, einer Region in Westantarktika.